# بارساک، ژیروند
بارساک، ژیروند (به فرانسوی: Barsac) یک کمون در فرانسه است که در Canton of Podensac واقع شده‌است.

## خصوصیات
بارساک ۱۴٫۴۸ کیلومترمربع مساحت و ۱٬۹۶۴ نفر جمعیت دارد و ۸ متر بالاتر از سطح دریا واقع شده‌است.

## خواهرخوانده
شهر Wöllstein خواهرخواندهٔ بارساک، ژیروند هست.